# 中川裕仁
中川 裕仁（なかがわ ひろと、2000年5月25日 - ）は、和歌山県出身のプロサッカー選手。ポジションは、フォワード（FW）。

## 来歴
セレッソ大阪和歌山U-15所属時の2015年、U-15日本代表候補に選出。セレッソ大阪U-18を経て、2017年から登録変更して興国高校でプレーした。2018年8月、2019年からの愛媛FCへ加入が内定し、同月に特別指定選手に承認され、愛媛に選手登録された。
2019年より、正式に愛媛FCへ加入した。
2020年10月9日、愛媛FCとの契約を両者合意のもと解除し、退団した。

## 所属クラブ
ユース経歴
- 紀伊ジュニアフットボールクラブ
- セレッソ大阪和歌山U-15（和歌山市立紀伊中学校[8]）
- セレッソ大阪U-18（興國高等学校）
- 興國高等学校
  - 2018年8月 - 同年12月  愛媛FC（特別指定選手）

プロ経歴
- 2019年 - 2020年10月  愛媛FC

## 個人成績
| 国内大会個人成績 | 国内大会個人成績 | 国内大会個人成績 | 国内大会個人成績 | 国内大会個人成績 | 国内大会個人成績 | 国内大会個人成績 | 国内大会個人成績 | 国内大会個人成績 | 国内大会個人成績 | 国内大会個人成績 | 国内大会個人成績 |
| 年度             | クラブ           | 背番号           | リーグ           | リーグ戦         | リーグ戦         | リーグ杯         | リーグ杯         | オープン杯       | オープン杯       | 期間通算         | 期間通算         |
| 年度             | クラブ           | 背番号           | リーグ           | 出場             | 得点             | 出場             | 得点             | 出場             | 得点             | 出場             | 得点             |
| 日本             | 日本             | 日本             | 日本             | リーグ戦         | リーグ戦         | リーグ杯         | リーグ杯         | 天皇杯           | 天皇杯           | 期間通算         | 期間通算         |
| ---------------- | ---------------- | ---------------- | ---------------- | ---------------- | ---------------- | ---------------- | ---------------- | ---------------- | ---------------- | ---------------- | ---------------- |
| 2019             | 愛媛             | 27               | J2               | 0                | 0                | -                | -                | 1                | 0                | 1                | 0                |
| 2020             | 愛媛             | 27               | J2               | 0                | 0                | -                | -                | -                | -                | 1                | 0                |
| 通算             | 日本             | 日本             | J2               | 0                | 0                | -                | -                | 1                | 0                | 1                | 0                |
| 総通算           | 総通算           | 総通算           | 総通算           | 0                | 0                | -                | -                | 1                | 0                | 1                | 0                |

## 代表歴
- U-15日本代表候補